# Munkfors-Hagfors-Ekshärads Veckoblad
Munkfors-Hagfors-Ekshärads Veckoblad är ett annonsblad med redaktionell text som ges ut nordöstra Värmland och utkommer på onsdagar. Upplagan är cirka 13 600 exemplar (2012). Veckobladet ges ut av Textåbild i Hagfors AB.